# オットー・ラポルテ賞
オットー・ラポルテ賞(英:Otto Laporte Award)は、流体動力学の分野で顕著な業績を上げた研究者を表彰したアメリカ物理学会の賞である。オットー・ラポルテ（1902年-1971年）を称えて、1972年から2003年まで毎年贈られた。オットー・ラポルテ記念講演として、アメリカ物理学会の流体動力学支部により1972年に創設され、1985年にオットー・ラポルテ賞となった。流体動力学に関する主要な賞を一本化するために、2004年に同会の流体動力学賞と統合された。

## 受賞者
- 1972年：Richard G. Fowler
- 1973年：林家翅
- 1974年：ヤン・バーガース
- 1975年：w:Russel J. Donnelly
- 1976年：ジョージ・キャリアー
- 1977年：馮元楨
- 1978年：Cecil E. Leith, Jr.
- 1979年：w:Stanley Corrsin
- 1980年：w:Robert Byron Bird
- 1981年：w:Howard Wilson Emmons
- 1982年：Peter Wegener
- 1983年：w:John W. Miles
- 1984年：w:James Lighthill
- 1985年：w:Hans W. Liepmann
- 1986年：w:Milton Van Dyke
- 1987年：w:John Trevor Stuart
- 1988年：w:Akiva Yaglom
- 1989年：易家訓
- 1990年：w:Tony Maxworthy
- 1991年：w:Steven Orszag
- 1992年：w:William Craig Reynolds
- 1993年：w:Robert Kraichnan
- 1994年：w:Philip Saffman
- 1995年：w:K. R. Sreenivasan
- 1996年：w:Donald Coles
- 1997年：Marvin Emanuel Goldstein
- 1998年：w:David Crighton
- 1999年：Eli Reshotko
- 2000年：w:Hassan Aref
- 2001年：w:John Kim (professor)
- 2002年：w:Andrea Prosperetti
- 2003年：w:Norman Zabusky